# Urttikari
Urttikari är öar i Finland. De ligger i Finska viken och i kommunen Kotka i landskapet Kymmenedalen, i den södra delen av landet. Öarna ligger omkring 10 kilometer sydöst om Kotka och omkring 120 kilometer öster om Helsingfors. Urttikari ligger 1 meter över havet. 
Arean för den av öarna koordinaterna pekar på är 1 hektar och dess största längd är 190 meter i sydväst-nordöstlig riktning.
Närmaste större samhälle är Kotka, 12,3 km nordväst om Urttikari.

## Klimat
Inlandsklimat råder i trakten. Årsmedeltemperaturen i trakten är 5 °C. Den varmaste månaden är augusti, då medeltemperaturen är 16 °C, och den kallaste är februari, med −4 °C.